# سمنان (القفر)

تعديل مصدري - تعديل

سمنان هي إحدى قرى عزلة بني مبارز بمديرية القفر التابعة لمحافظة إب، بلغ تعداد سكانها 2117 نسمة حسب تعداد اليمن لعام 2004.